# Saglasnost volja kod ugovora
Saglasnost izjavljenih volja (podudaranje) je neophodan uslov za zaključenje ugovora, ali ne mora biti dovoljan, potrebno je da je dozvoljen i moguć predmet, osnov i nekad ako je potrebna posebna forma. Pregovori su priprema za stvaranje ugovora. To su sve radnje koje prethode postizanju saglasnosti volja. Kada se postigne saglasnost volja o bitnim elementima ugovora, možemo reći da je nastao ugovor. Pregovori ne obavezuju i svaka strana ih može raskinuti kad hoće, jedino će odgovarati (za štetu nastalu vođenjem pregovora) ona strana koja je vodila pregovore bez namjere da zaključi ugovor ili je imala namjeru pa odustala bez osnovanog razloga. Ugovor je zaključen onog časa kada ponudilac primi izjavu ponuđenog da prihvata ponudu.

## Literatura
- Perović, Slobodan (1980). Obligaciono pravo. Beograd: Privredna štampa.
- Nikolić, Đorđe. Obligaciono pravo, Priručnik za polaganje pravosudnog ispita. Beograd: Projuriš. ISBN 978-86-86105-13-4.